# Sandàlia

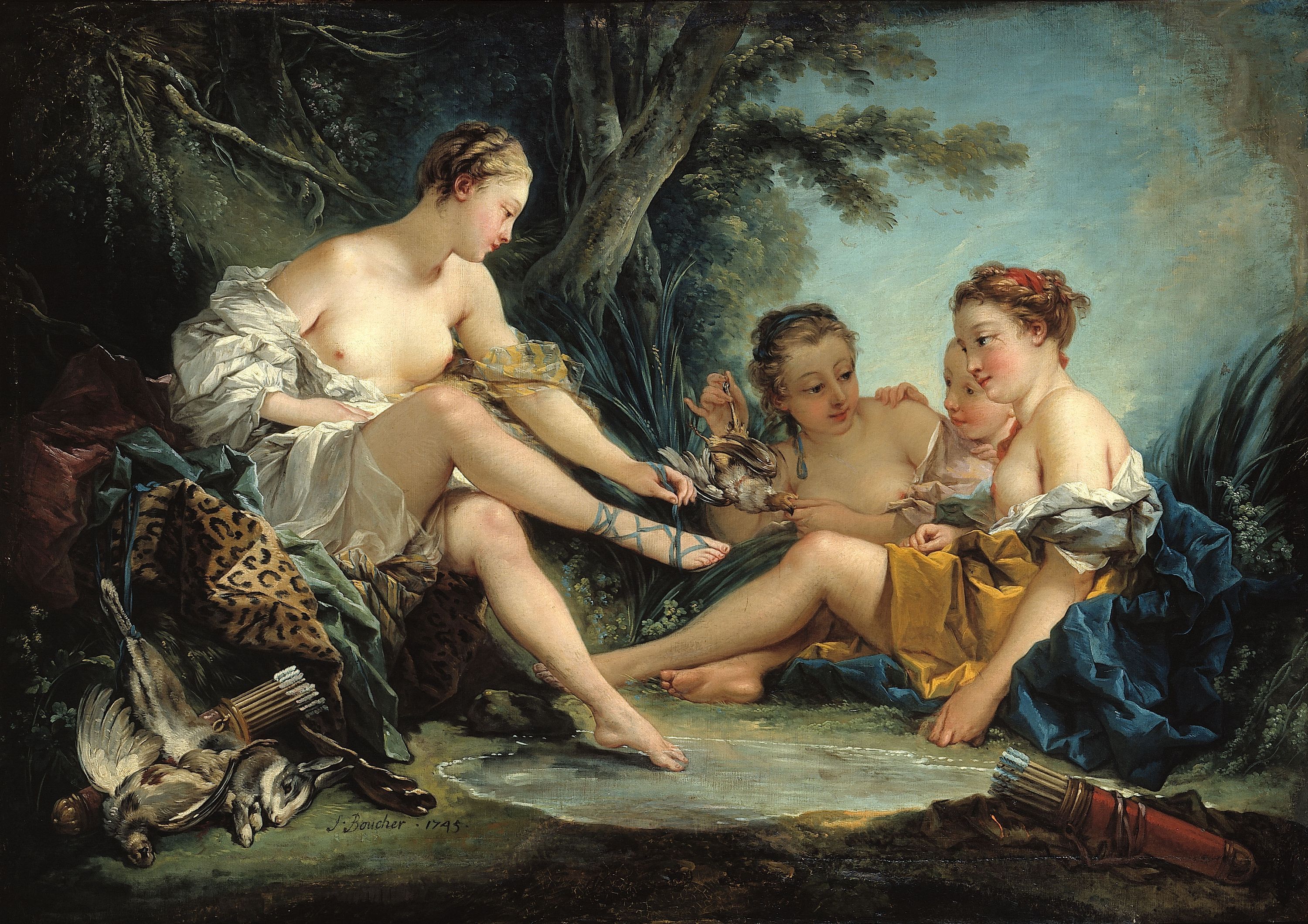
Diana calçant-se una sandàlia en un quadre cèlebre de François Boucher (1745)

La sandàlia és un tipus de calçat consistent en una sola i una sèrie de tires o vetes que hi subjecten el peu entre els dits i pel taló, de manera que es deixen a la vista els dits i gran part del peu. Generalment manquen de taló, i poden reforçar-se amb més tires lligades al turmell. Si manca de tira per la banda del taló, ja es tracta d'un altre tipus de calçat: la xancleta.
Les sandàlies s'usen en climes càlids; també, en climes temperats, a l'estiu. Són un calçat senzill, pràctic i còmode, alhora que bo per a la salut, perquè permet una transpiració òptima del peu. Generalment les sandàlies són d'ús unisex i formen part de la indumentària informal, de temps lliure, d'estar per casa, d'anar a la platja, etc.
El calçat ha estat utilitzat pels humans de manera comú ininterrompudament des de la prehistòria, amb la paleoclimatologia que suggereix que haurien estat necessaris en algunes zones d'assentament humà fa almenys 50.000 anys durant l'últim període glacial. Els osteòlegs han trobat proves de l'efecte del calçat sobre les restes humanes fa uns 40.000 anys i les ses sandàlies més antigues conegudes, datades de fa 10.000 anys, disposaven de soles primes que es lligaven al turmell amb una corda. Les sandàlies han estat calçat des de l'Antiguitat, com prova àmpliament la documentació, tant gràfica com escrita, començant per mosaics, pintures i escultures egipcis, grecs, etc. Per mitjans arqueològics s'han recuperat exemplars de sandàlia de diversos períodes.
Els antics egipcis portaven sandàlies fetes de fulles de palmera o papir i les estàtues i els relleus egípcies mostren sandàlies tant als peus com portades per portadors de sandàlies. El calçat habitual del legionari romà era la sandàlia (càliga), com també dels civils d'ambdós sexes. L'avarca menorquina és una evolució de la sandàlia. Hi estan emparentades, tipològicament, l'espardenya, la xancleta, etc.

## Sandàlia de vestir

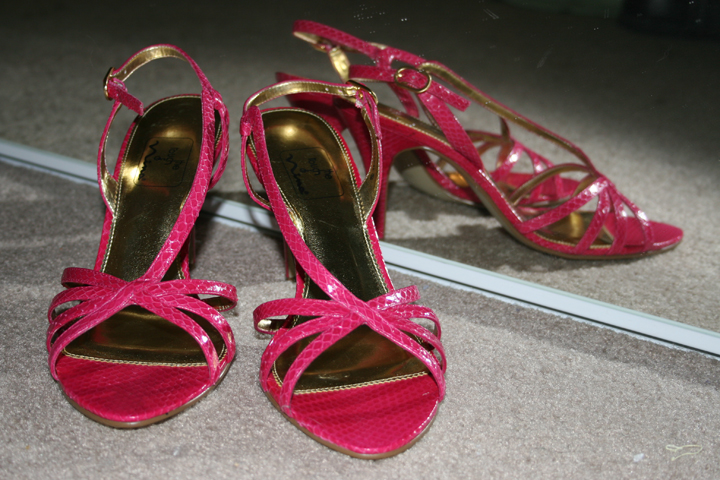
Sandàlies de vestir

En diversos períodes ha existit, conjuntament amb la sandàlia informal d'ús unisex, la sandàlia de vestir, versió dignificada per la sofisticació del disseny i, sovint, per la qualitat dels materials. D'ús exclusivament femení, la sandàlia de vestir té estatus social de sabata i es considera formal, sovint elegant; acostuma de dur taló (més o menys pronunciat). Fins i tot és prou habitual de calçar-ne en casaments celebrats a l'estiu, en combinació amb vestit ben formal. Sovint es duu amb les ungles pintades. De sandàlies d'aquesta mena se n'usaven, per exemple, amb vestits consolat o imperi, en el pas del segle xviii al XIX. Al cap de força temps, retornaren a la moda en la dècada de 1920, i encara avui continuen en voga.